# احمد تهرانی
احمد تهرانی (۱۳۰۸ – ۱۳۹۱) سفیر سابق ایران در آفریقای جنوبی و پدر نادر تهرانی بود.
دکتر تهرانی در یکی از خانواده‌های ثروتمند کرمان متولد شد. او تحصیلات مقدماتی خود را در تهران آغاز کرد و در نهایت از انگلستان در رشته حقوق دکتری گرفت. در همان جا با پروانه زاهدی، خواهرزاده سپهبد فضل‌الله زاهدی ازدواج کرد و پله‌های ترقی را به سرعت پیمود. او در دوران سفارت اردشیر زاهدی اتاشه سفارت ایران در واشنگتن بود. در سال ۱۳۴۷ به همراه خسرو خسروانی، از سوی دولت ایران مامور خرید ویلای رضاشاه در ژوهانسبورگ شد، خانه‌ای که رضاشاه دوران تبعیدش را آنجا سپری کرده بود. پس از مدت کوتاهی با گسترش روابط ایران و آفریقای جنوبی، تهرانی مامور گشایش سفارت ایران در ژوهانسبورگ شد و در پی توافق‌نامه‌ای که در آبان ۱۳۵۰ میان دو کشور به امضا رسید، به عنوان اولین سرکنسول ایران در آفریقای جنوبی منصوب گشت. او تا سال ۱۳۵۴ که از کار دولتی کناره گرفت و به سرمایه‌گذاری در بخش خصوصی روی‌آورد، در این مقام باقی بود. به گزارش واشنگتن پست در سال ۱۹۷۹، در ماه‌های پیش از پیروزی انقلاب چنین شهرت داشت که او و چند دیپلمات و سیاستمدار دیگر، از جمله اردشیر زاهدی جزء اقلیتی را در دربار تشکیل داده‌اند که برای حفظ تاج و تخت، محمدرضا شاه را به اقدمات نظامی علیه انقلابیون تحریک می‌کنند.
او همچنین از دوستان نزدیک موشوئشوئه دوم پادشاه لسوتو بود.